# Orden des Heiligen Andreas des Erstberufenen

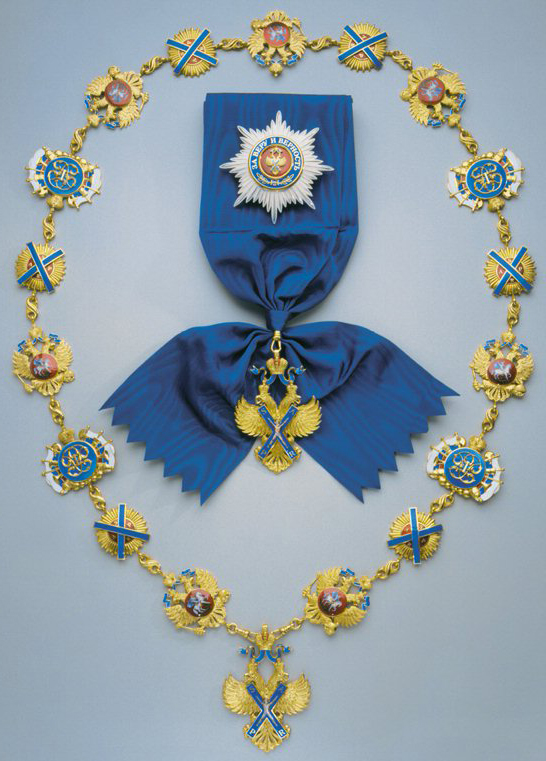
Ordenskreuz des Heiligen Andreas des Erstberufenen mit Band und Bruststern

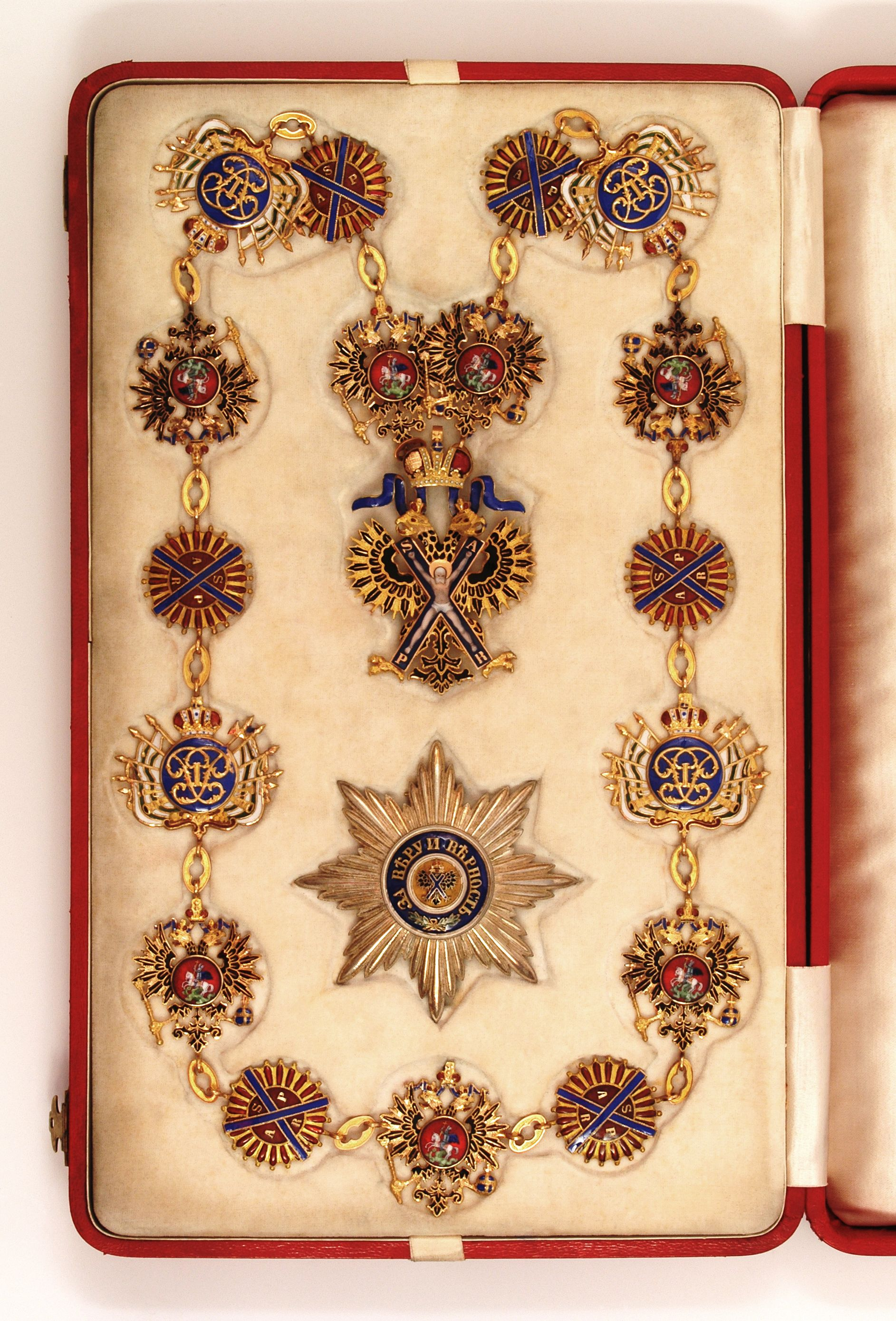
Ordenskreuz mit Collane und Bruststern, 19. Jh.

Der Andreas-Orden (russisch Орденъ святого Андрея Первозванного Orden Swjatogo Andreja Perwoswannogo, deutsch ‚Orden des Heiligen Andreas des Erstberufenen‘, früher auch das blaue Band genannt) wurde am 10. Dezember 1698 durch Zar Peter I. zu Ehren des Apostels Andreas gestiftet. Heute ist er Hausorden der Romanow-Dynastie.
Am 27. Dezember 1988 wurde unter diesem Namen, aber mit anderen Insignien von der Russisch-Orthodoxen Kirche anlässlich der 1000-Jahr-Feier der Christianisierung der Rus ein weiterer Orden gestiftet.
Seit 1998 wird der Andreas-Orden wieder als höchster russischer Staatsorden von der Russischen Föderation verliehen. Folglich gibt es heute drei Orden dieses Namens.

## Kaiserlicher Orden

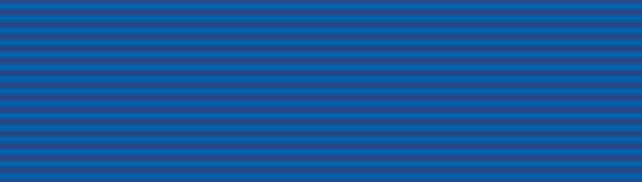
Ordensband

Peter I. stiftete den Andreasorden nach dem Vorbild des Ordens vom Heiligen Geist, den er während der Großen Gesandtschaft kennen gelernt hatte, als Auszeichnung im Türkenkrieg. Später wurde er auch für andere Verdienste verliehen. Er war der erste und höchste Ritterorden des Russischen Kaiserreiches und, da das orthodoxe Christentum kein Ordenswesen kennt, der erste orthodoxe Orden überhaupt.
Der Orden hatte nur eine Klasse und wurde nur Personen von mindestens der III. Rangklasse (Geheimrat, Generalleutnant) verliehen. Russische Großfürsten erhielten den Orden mit der Taufe, andere Mitglieder des kaiserlichen Hauses mit der Volljährigkeit.
Die Dekoration besteht aus einem goldenen, schwarz emaillierten, zweiköpfigen, gekrönten Adler mit ausgebreiteten Flügeln. Auf dem Adler liegt ein dunkelblaues Andreaskreuz mit dem Heiligen Andreas in natürlicher Farbe mit goldener Binde. Der Revers zeigt nur den Doppeladler. Auf den Ecken des Kreuzes steht in lateinischen Buchstaben S A P R (Sanctus Andreas, Patronus Russiae). Die Dekoration wird von einer Krone gehalten, an der das himmelblaue Schulterband oder die Collane befestigt ist.
Der achtstrahlige silberne Stern hat in der Mitte ein Medaillon, den kaiserlichen Doppeladler, um den sich eine Schlange windet; ein blauer Kreis mit der Inschrift За веру и верность (Sa weru i wernost (russisch), deutsch ‚Für Treue und Glauben)‘ umschließt das Medaillon.
Die bei großen Feierlichkeiten zu tragende Collane hat dreierlei Glieder: das erste ist ein blaues Kreuz des Hl. Andreas mit den Buchstaben S A P R. in einer rotgoldenen Gloriole, das zweite ist ein blaues, rundes Medaillon mit dem Monogramm P I (Petrus I.), in Fahnen gebettet und von einer Krone überhöht, das dritte der zweiköpfige Zarenadler mit dem Sankt Georgsschild auf der Brust. Für Kriegsverdienste wurde der Orden mit gekreuzten Schwertern unter der Aufhängung (der Krone) verliehen. Der Orden wurde von der rechten Schulter zur linken Hüfte getragen, der Stern auf der linken Brust.

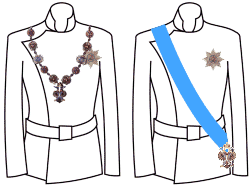
Trageweise an der Collane und am Band

Das von der Kaiserin Anna I. vorgeschriebene Ordenskleid war ein grünsamtener Mantel, mit Weiß gefüttert und mit Silber besetzt, ein Samthut mit roten Federn. Dazu trugen die Ritter eine Kette aus drei abwechselnden Gliedern. Der Ordenstag war der Andreastag. Ab März 1917 wurde der Andreasorden nicht mehr an Außenstehende verliehen, existierte jedoch weiter als Hausorden der entthronten Dynastie Romanow.

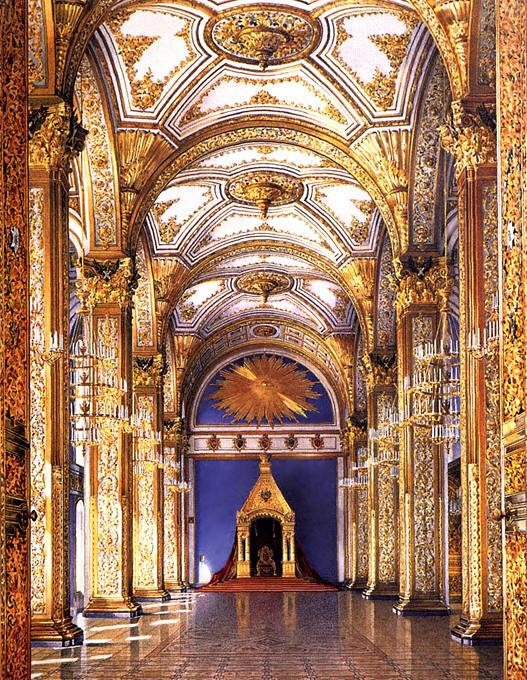
Saal des St. Andreasordens im Großen Kremlpalast (Aquarell von 1849)

## Kirchlicher Orden
Der kirchliche Orden hat ebenfalls nur eine Klasse, die Insignien sind das Ordenszeichen und der Bruststern. Das Ordenszeichen hat die Form eines vierstrahligen Sterns mit dem blauen Andreaskreuz, das als Mittenmedaillon ein von Brillanten umgebenes Bild des Apostels trägt. das Ganze ist von einer Patriarchenkrone überhöht. Es wird an einer blauen(?) Schärpe von der linken Schulter zur rechten Hüfte getragen. Der Ordensstern ist achtstrahlig, aus abwechselnd brillantierten silbernen und emaillierten roten Strahlen und hat als Mittenmedaillon das Monogramm des Heiligen, umgeben von einem blauen Band mit der Ordensdevise und einem Eichenkranz. Der Orden darf nur vom Patriarchen von Moskau und ganz Russland verliehen werden.

## Staatlicher Orden der Russischen Föderation
Durch ein Dekret des russischen Staatspräsidenten Boris Jelzin vom 1. Juli 1998 wurde der Orden unter dem Namen „Orden des Heiligen Apostels Andreas des Erstberufenen“ mit demselben Status wie in der Zarenzeit, also als Russlands höchster Orden, und den Insignien aus der Zarenzeit wieder ins Leben gerufen. Er wird für hervorragende Verdienste, die dem Gedeihen und dem Ruhm Russlands dienen, sowie für hervorragende Verdienste um die Russische Föderation verliehen. Der Orden kann an Staatspersonen, Personen des öffentlichen Lebens und Bürger Russlands sowie an ausländische Staatschefs verliehen werden.
Träger (chronologisch):
1. Dmitri Lichatschow, Philologe und Literaturwissenschaftler (30. September 1998)
2. Michail Kalaschnikow, Generalleutnant und Waffenkonstrukteur (7. Oktober 1998)
3. Nursultan Nasarbajew, Politiker, Präsident Kasachstans (11. Oktober 1998)
4. Alexander Solschenizyn, Schriftsteller (11. Dezember 1998, verweigerte die Annahme des Ordens)
5. Alexius II. (Alexei Rüdiger), Patriarch der Russisch-Orthodoxen Kirche (19. Februar 1999)
6. Waleri Schumakow, Mediziner (3. November 2001)
7. Fasu Alijewa, awarische Dichterin, Redakteurin und Politikerin (11. Dezember 2002)
8. Heydər Əliyev, Politiker, Präsident Aserbaidschans (10. Mai 2003)
9. Boris Petrowski, Mediziner (4. Juni 2003)
10. Rassul Gamsatow, awarischer Dichter, Schriftsteller und Politiker (8. September 2003)
11. Ljudmila Sykina, Sängerin (12. Juni 2004)
12. Irina Archipowa, Opernsängerin (2. Januar 2005)
13. Sergei Michalkow, Schriftsteller und Dichter (13. März 2008)
14. Daniil Granin, Schriftsteller (28. Dezember 2008)
15. Michail Gorbatschow, Politiker, Ex-Präsident der UdSSR (2. März 2011)
16. Sergei Schoigu, Politiker, Verteidigungsminister der Russischen Föderation (2014, genaues Datum der Ordensverleihung unbekannt; Orden mit Schwertern)
17. Juri Grigorowitsch, Ballettmeister (26. Januar 2017)
18. Xi Jinping, Politiker, Präsident der Volksrepublik China (3. Juli 2017)
19. Walentina Matwijenko, Politikerin, Vorsitzende des Föderationsrates der Russischen Föderation (28. März 2019)
20. Narendra Modi, Politiker, Premierminister der Republik Indien (12. April 2019)
21. Alexandra Pachmutowa, Komponistin (28. Oktober 2019)
22. Gerbert Jefremow, Raketenkonstrukteur (19. September 2020; Orden mit Schwertern)
23. Kyrill I., Patriarch von Moskau und der ganzen Rus (19. November 2021)[1][2]
24. Mintimer Schaimijew, Staatsberater der Republik Tatarstan (20. Januar 2022)
25. Waleri Sorkin, Vorsitzender des Verfassungsgerichts der Russischen Föderation (17. Februar 2023)
26. Wjatscheslaw Lebedew, Vorsitzender des Obersten Gerichts der Russischen Föderation (14. August 2023)
27. Aljaksandr Lukaschenka, Präsident von Belarus, Vorsitzender des Obersten Staatsrates des Unionsstaates (30. August 2024)